# پرسش‌های بوطیقای داستایفسکی
پرسش‌های بوطیقای داستایفسکی یا مسائلِ بوطیقای داستایفسکی (به روسی: Проблемы поэтики Достоевского) کتابی از میخائیل باختین است.

## دربارهٔ کتاب
این کتاب به پرسش‌های بوطیقای داستایفسکی اختصاص دارد و تنها از این دیدگاه به آثار او می‌پردازد. پرسش‌های بوطیقای داستایفسکی یکی از هیجان‌انگیزترین و نوآورانه‌ترین آثار است. این اثر با تکلیف اصلی نقادی ادبی دست و پنجه نرم می‌کند.

## ترجمهٔ فارسی
دو ترجمهٔ فارسی از این کتاب منتشر شده است. از ترجمهٔ سعید صلح‌جو در سی و پنجمین دوره کتاب سال جمهوری اسلامی ایران (۱۳۹۶) تقدیر شد.